# Neratziótissa (métro d'Athènes)
Neratziótissa (grec moderne : Νερατζιώτισσα) est une station de la ligne 1 (ligne verte) du métro d'Athènes. Elle est située dans la municipalité de Maroússi, dans le nord de l'agglomération d'Athènes en Grèce.
Mise en service en 2004, pour les Jeux olympiques d'été de 2004 à Athènes, elle est située en aérien, sur un pont qui franchit, à angle droit, une autoroute et une double voie ferroviaire qui dispose d'une gare avec un quai central situé sous la station du métro. Cela permet des correspondances avec des trains de banlieue.

## Situation sur le réseau

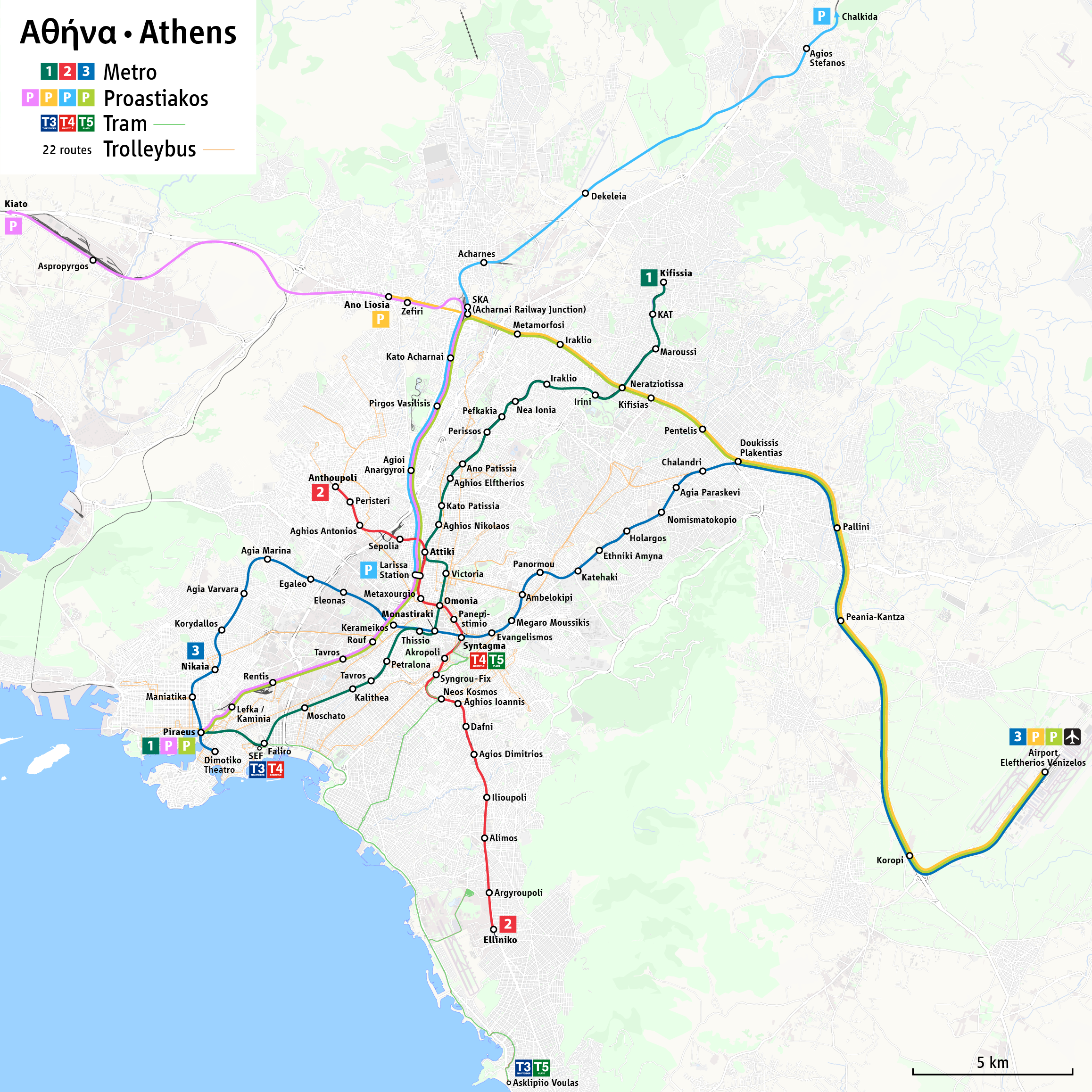
Plan des réseaux (2020)

Établie en aérien, la station Neratziótissa est située au point kilométrique 21+824 de la Ligne 1 du métro d'Athènes, entre la station Iríni, en direction de la station terminus ouest Le Pirée, et la station Maroússi, en direction de la station terminus nord Kifissiá,.

## Histoire
La station, Neratziótissa, est mise en service le 8 août 2004. Elle dispose de deux quais encadrant les deux voies de la ligne et elle est directement reliée à la gare du même nom du chemin de fer périurbain d'Athènes.
La station doit son nom à son emplacement à l'endroit où la rue Neratziótissis (de la Nératziotissa) coupe l'Attiki Odos. Cette rue de Maroússi conduit à l'église Notre-Dame Neratziótissa (grec moderne : Παναγία Νερατζιώτισσα), à 550 mètres de la station.

## Services aux voyageurs

### Intermodalité
Elle est en correspondance avec la gare homonyme, située en dessous, qui est desservie par des trains de banlieue. Des arrêts de bus sont situés à proximité des accès à la station de part et d'autre de l'autoroute et en son centre sur le pont routier qui dispose également d'un arrêt pour les taxis.

## À proximité
- Le Complexe olympique d'Athènes
- Le centre commercial « The mall Athens »
- Le Ministère grec de l'Éducation nationale